# Pedro Rubiano Sàenz
Pedro Rubiano Sàenz, kolumbijski rimskokatoliški duhovnik, škof in kardinal, * 13. september 1932, Cartago, Kolumbija, † 15. april 2024, Bogota, Kolumbija.

## Življenjepis
8. julija 1956 je prejel duhovniško posvečenje.
2. junija 1971 je bil imenovan za škofa Cúcute in 11. julija istega leta je prejel škofovsko posvečenje.
26. marca 1983 je bil imenovan za nadškof pomočnika Calija; nadškofovski položaj je nasledil 7. februarja 1985.
27. decembra 1994 je postal nadškof Bogote.
21. februarja 2001 je bil povzdignjen v kardinala in imenovan za kardinal-duhovnika Trasfigurazione di Nostro Signore Gesù Cristo.